# Carminda surpresa
Carminda surpresa é uma espécie de borboleta da subtribo Euptychiina, família Nymphalidae, descrita em 2020 por Eduardo Barbosa, Tamara Aguiar, Augusto Rosa e André Freitas. É endêmica de áreas de campos de altitude associadas ao bioma Cerrado no sudeste do Brasil. A espécie foi incluída em um novo gênero monoespecífico, Carminda, estabelecido no mesmo estudo taxonômico.

## Taxonomia
O gênero Carminda foi proposto para acomodar esta nova espécie, com base em caracteres morfológicos e dados moleculares, sendo diagnosticado por traços únicos de genitália masculina e padrão alar.

## Descrição
Os adultos apresentam envergadura aproximada de 24–28 mm. A face dorsal das asas é marrom com linhas mais claras, enquanto a face ventral exibe padrão críptico com ocelos reduzidos e linhas onduladas características. A genitália masculina é distintiva na forma do valva e do unco, e a fêmea apresenta ducto bursae alongado.
As fases imaturas foram descritas em laboratório. A larva é alongada, com coloração verde e linhas longitudinais claras; a pupa é fusiforme e verde-clara, presa por cremaster.

## Distribuição e habitat
A espécie é conhecida apenas em áreas de campos rupestres e cerrados de altitude no sudeste do Brasil, em altitudes superiores a 1.200 m. Os exemplares foram coletados principalmente em vegetação herbácea associada a formações rochosas.

## Biologia
Adultos foram observados em atividade diurna, alimentando-se em flores de pequenas plantas herbáceas. O estudo original forneceu dados sobre o ciclo de vida completo, incluindo duração das fases imaturas em condições controladas.

## Conservação
Carminda surpresa é considerada rara, restrita a áreas fragmentadas de campo rupestre e cerrado de altitude, ecossistemas vulneráveis à degradação por queimadas, expansão agrícola e turismo. Os autores recomendam atenção especial para sua conservação.

## Etimologia
O nome genérico Carminda homenageia Carminda Emerenciano, professora e entomóloga brasileira. O epíteto específico surpresa refere-se à surpresa dos pesquisadores ao encontrar uma espécie nova e um gênero novo em uma área relativamente bem estudada.